# Плате
Плате (груз. ფლატე) — село в Грузії.
За даними перепису населення 2014 року в селі проживає 131 особа.